# 富山県道180号上滝停車場線
富山県道180号上滝停車場線（とやまけんどう180ごう かみだきていしゃじょうせん）は富山県富山市内を通る一般県道である。

## 概要

### 路線データ
- 起点：上滝停車場（富山県富山市中滝）
- 終点：富山県富山市三室荒屋（富山県道35号立山山田線交点）
- 実延長：213m

## 沿革
- 1960年（昭和35年）4月23日 - 認定[1]

## 地理

### 通過する自治体
- 富山県富山市

### 接続する道路
- 富山県道35号立山山田線（起点：上滝交差点、上滝駅前）
- 富山県道35号立山山田線（終点：三室新屋交差点）

### 周辺
- 富山地方鉄道上滝線 上滝駅
- 富山市立上滝中学校
- 富山市立上滝小学校
- 新鮮市場ミール